# Krzysztof Zawadka
Krzysztof Bronisław Zawadka (ur. 15 września 1963 w Warszawie) – polski muzyk i instrumentalista.
Krzysztof Zawadka zaczął występować publicznie pod koniec lat 70. XX wieku, z założonym przez siebie zespołem Cedrus. Zdobył z nim wyróżnienie podczas Mokotowskiej Jesieni Muzycznej, odbywającej się pod przewodnictwem Aleksandra Bardiniego. W czasie stanu wojennego został współtwórcą trzyosobowej formacji XXCS, która w 1982 roku znalazła się wśród dziesięciu laureatów Jarocina 1982.
W styczniu 1984 roku został gitarzystą grupy Oddział Zamknięty, z którą grał w latach 1984–1986, 1992–1996 i 2003–2007. Ponadto współpracował z grupami Daab, Kayah, Chłopcy z Placu Broni, T.Love, Porter Band, Fotoness. W 2006 roku założył rock'n'rollowo – punkowy zespół Bimber, który aktualnie działa pod szyldem Bimber Poland.
W latach 2013–2021 był członkiem formacji Jary Oddział Zamknięty.